# Flanitzmühle
Flanitzmühle ist ein Gemeindeteil der Gemeinde Frauenau im niederbayerischen Landkreis Regen.

## Geographie
Das Dorf liegt etwa zwei Kilometer nordwestlich von Frauenau im Tal der Flanitz. Zu Flanitzmühle zugerechnet werden die Hammerschmiede, die Flanitzmühle und die Häuser in deren direkten Nachbarschaft, als auch eine Siedlung nördlich der Zwieseler Straße.
Bei der Volkszählung 1987 gab es 20 Gebäude mit Wohnraum mit 26 Wohnungen und 71 Einwohner.